# Schweiz i olympiska vinterspelen 1968
Schweiz deltog i olympiska vinterspelen 1968. Schweiz trupp bestod av 34 idrottare, 29 män och 5 kvinnor.

## Medaljer

### Silver
- Alpin skidåkning
  - Storslalom herrar: Willy Favre
- Nordisk kombination
  - Individuell herrar: Alois Kälin

### Brons
- Alpin skidåkning
  - Störtlopp herrar: Jean-Daniel Dätwyler
  - Storslalom herrar: Fernande Bochatay
- Bob
  - Störtlopp herrar: Jean Wicki, Hans Candrian, Willi Hofmann, Walter Graf
- Längdskidåkning
  - 50 km herrar: Josef Haas

## Trupp
- Alpin skidåkning
  - Willy Favre
  - Fernande Bochatay
  - Jean-Daniel Dätwyler
  - Edy Bruggmann
  - Peter Frei
  - Dumeng Giovanoli
  - Vreni Inäbnit
  - Stefan Kälin
  - Jos Minsch
  - Andreas Sprecher
  - Madeleine Wuilloud
  - Annerösli Zryd
- Bob
  - Hans Candrian
  - Walter Graf
  - Willi Hofmann
  - Jean Wicki
  - Max Forster
  - Hansruedi Müller
  - Ernst Schmidt
  - René Stadler
  - Robert Zimmermann
- Längdskidåkning
  - Josef Haas
  - Albert Giger
  - Konrad Hischier
  - Franz Kälin
  - Florian Koch
  - Denis Mast
  - Fritz Stuessi
  - Alois Kälin (Deltog även i nordisk kombination)
- Konståkning
  - Charlotte Walter
- Backhoppning
  - Josef Zehnder
- Hastighetsåkning på skridskor
  - Franz Krienbühl
  - Ruedi Uster
  - Hansruedi Widmer